# میخائیل فیلانتویچ اسلینکین
میخائیل فیلانتویچ اسلینکین (روسی: Слинкин, Михаил Филантьевич) (۵ دسامبر ۱۹۲۵، روستای کاما، ناحیه کوندینسکی، روسیه شوروی ـ ۱۰ اگست ۲۰۰۷، سیمفروپول، اوکراین) کارمند دولت شوروی، خاورشناس، تاریخ‌دان و شرق‌شناس شوروی و اوکراینی، متخصص در تاریخ و سیاست افغانستان و زبان‌شناسی شرقی بود.

### تحصیلات و خدمت نظامی
میخائیل اسلینکین در فاصلهٔ سال‌های ۱۹۴۳ تا ۱۹۷۱ در ارتش شوروی خدمت کرد. او دانشگاه نظامی را در سال ۱۹۴۴ به پایان رساند و در جنگ جهانی دوم با درجهٔ ستوان به عنوان فرمانده گروهان آتش‌بار خمپاره‌انداز فعالیت داشت و در تسخیر برلین شرکت کرد. اسلینکین همچنین دانشکده ویژه مؤسسهٔ نظامی زبان‌های خارجی را در سال ۱۹۵۶ به پایان رساند. درجهٔ نظامی او سرهنگ دوم بود و به زبان‌های انگلیسی، فارسی و دری مسلط بود.
او کارشناس ارشد تاریخ شد و در سال ۱۹۷۳ موفق به کسب مدرک کاندیدای علوم تاریخ با رساله‌ای تحت عنوان «نیروهای مسلح افغانستان در سال‌های ۱۹۵۵ تا ۱۹۷۱» گردید. سپس در سال ۲۰۰۰ مدرک دکترای علوم تاریخ را با رساله‌ای با موضوع «به قدرت رسیدن و بحران رژیم چپ‌گرای ترکی ـ امین در افغانستان» دریافت کرد.

### فعالیت‌های تخصصی و تدریس
میخائیل اسلینکین بین سال‌های ۱۹۵۷ تا ۱۹۹۰ چندین بار در ماموریت‌های طولانی‌مدت در افغانستان حضور داشت و در نقش‌های مختلفی از جمله مترجم ارشد، مشاور ارشد، مشاور سیاسی برای مقامات عالی‌رتبه دولت و حزب خلق افغانستان و مشاور سفارت شوروی در کابل فعالیت کرد. به عنوان مشاور سیاسی، او جایگزینی ببرک کارمل را با نجیب‌الله در سمت رهبر جمهوری دموکراتیک افغانستان در سال ۱۹۸۶ (۱۳۶۵) که به ابتکار کمیتهٔ امنیت دولتی شوروی (KGB) انجام شد، غیرمنطقی و نامناسب می‌دانست.
از سال ۱۹۷۳ (۱۳۵۲)، اسلینکین به عنوان استاد تاریخ خاور و زبان فارسی در دانشگاه ملی تاوریک (کریمه) تدریس می‌کرد. او استاد دانشکده تاریخ جدید و معاصر کشورهای خارجی و دانشکده زبان‌شناسی شرقی بود.

### جوایز و نشان‌ها
اسلینکین در طول زندگی خود چندین نشان و مدال رسمی دریافت کرد، از جمله:
- نشان جنگ میهنی درجه دوم (۱۱ مارس ۱۹۸۵)
- نشان ستاره سرخ (۱۹۴۵)
- نشان شایستگی و افتخار (۲۵ نوامبر ۱۹۸۸)
- Орден Богдана Хмельницкого III степени (نشان بوگدان خملنیتسکی درجه سوم) (۱۹۹۹)
- دریافت ۲۵ مدال دیگر و همچنین تعدادی نشان و جوایز از دولت و حزب دموکراتیک خلق افغانستان.

## آثار
1. Русско-дари военный и технический словарь   (فرهنگ نظامی و فنی روسی–دری)؛ مسکو، ۱۹۸۱؛ چاپ دوم ۱۹۸۷
2. Внешняя политика и международные связи ДРА   (سیاست خارجی و روابط بین‌الملل جمهوری دموکراتیک افغانستان)؛ مسکو، ۱۹۸۴
3. История вооружённых сил Афганистана. ۱۷۴۷—۱۹۷۷   (تاریخ نیروهای مسلح افغانستان، ۱۷۴۷–۱۹۷۷)؛ مسکو، ۱۹۸۵ (همراه با همکاران)
4. Политизация афганской армии в предвоенные годы   (سیاسی شدن ارتش افغانستان در سال‌های پیش از جنگ)؛ «بولتن ویژه»، مسکو، ۱۹۸۷
5. Афганистан: страна, люди, общество   (افغانستان: کشور، مردم، جامعه)؛ سیمفروپول، ۱۹۹۵
6. Кто был и есть в Афганистане   (چه کسی در افغانستان بود و هست)؛ مجموعه شرق‌شناسی، سیمفروپول، ۱۹۹۷
7. Афганистан, год ۱۹۸۰: становление режима Б. Кармаля   (افغانستان، سال ۱۹۸۰: شکل‌گیری رژیم ببرک کارمل)؛ مجموعه شرق‌شناسی، سیمفروپول، ۱۹۹۸
8. Народно-демократическая партия у власти. Времена Тараки-Амина (۱۹۷۸—۱۹۷۹)   (حزب مردم‌دموکرات در قدرت: دوران ترکی–امین ۱۹۷۸–۱۹۷۹)؛ سیمفروپول، ۱۹۹۹
9. Книга для чтения. Персидский язык. ۱-۵-й курсы   (کتاب درسی زبان فارسی، دوره‌های ۱ تا ۵)؛ سیمفروپول، ۲۰۰۱
10. Афганистан. Страницы истории (۸۰—۹۰-е гг. XX в.)   (افغانستان: صفحات تاریخ، دهه‌های ۱۹۸۰–۱۹۹۰ میلادی)؛ مجموعه فرهنگ ملل دریای سیاه، سیمفروپول، ۲۰۰۳، شماره ۴۱
11. Речевая практика персидского языка. ۳-й курс: Учебное пособие   (تمرین گفتاری زبان فارسی، دوره سوم: کتاب درسی)؛ سیمفروپول، ۱۹۹۸؛ چاپ دوم اصلاح‌شده و تکمیل‌شده ۲۰۰۳.